# Дубровин, Юрий Дмитриевич
Юрий Дми́триевич Дубро́вин (1 августа 1939, Ряжск, Рязанская область — 4 декабря 2022) — советский, украинский и российский киноактёр, заслуженный артист Российской Федерации (2007).

## Биография
Родился  в Ряжске. После окончания школы сразу же поступил во ВГИК (мастерская Михаила Ромма), окончил обучение в 1962 году.
В 1963 году стал штатным актёром киностудии имени Довженко и переехал в Киев.  С 1979 года служил в Киевском театре-студии киноактера при киностудии имени Довженко.
В 1999 году вернулся в Ряжск. В 2006 году, находясь на съёмках в Киеве, Юрий Дубровин перенёс два инсульта, и ему пришлось остаться в этом городе, где за ним ухаживала бывшая жена. Из-за болезни оставил творческую деятельность.
Был мастером эпизодических ролей. За всё время снялся почти в 150 фильмах.
В 2014 году переселился в Германию, к семье сына Аркадия. Несмотря на то, что плохо ходил (у артиста вследствие двух инсультов так и не восстановились левые рука и нога), в 2016 году снялся в короткометражном фильме «Недолёт» — одной из первых работ своего внука, начинающего кинорежиссёра Ивана Дубровина.
Скончался 4 декабря 2022 года на 84-м году жизни.

### Семья
Сын — священник Аркадий Юрьевич Дубровин, живёт в Германии. Внук — Иван Дубровин — режиссёр

## Фильмография
- 1961 — В пути — студент в поезде (нет в титрах)
- 1962 — На семи ветрах — раненый лейтенант — Сенечка (нет в титрах)
- 1964 — Пядь земли — ординарец комбата Бабина
- 1964 — Живые и мёртвые — Золотарёв
- 1965 — Мы, русский народ — Вятский
- 1965 — Первый посетитель — Шубин
- 1966 — Кто вернётся — долюбит — солдат
- 1967 — Особое мнение — Максименко
- 1967 — Пароль не нужен — милиционер
- 1968 — Белые тучи — отец
- 1968 — На войне как на войне — солдат Громыхало из деревни Подмышки
- 1968 — Сергей Лазо — Королёв, красногвардеец
- 1969 — Остров Волчий
- 1969 — Почтовый роман — Гладков, матрос
- 1969 — Варькина земля — фотограф (нет в титрах)
- 1970 — Узники Бомона — Бородатый
- 1970 — Севастополь
- 1970 — Освобождение — вестовой
- 1971 — Даурия — Кузьма
- 1971 — Дерзость — Рыжий
- 1971 — Море нашей надежды
- 1972 — Наперекор всему — Хоффер
- 1972 — Всадники — немецкий лётчик (нет в титрах)
- 1972 — В чёрных песках — Телешев (нет в титрах)
- 1973 — Будни уголовного розыска — помощник Сосина
- 1973 — Цемент — Громада
- 1973 — Как закалялась сталь — отец Тони Тумановой
- 1973—1975 — Дума о Ковпаке — Перепелица
- 1975 — Каштанка
- 1975 — Красный петух плимутрок — Никодимыч, весельчак-балалаечник
- 1975 — Побег из дворца
- 1975 — Любовь с первого взгляда
- 1976 — Там вдали, за рекой — Никитич
- 1975 — Весна двадцать девятого — Ёлкин, председатель профкома
- 1976 — Вдовы — следователь
- 1977 — Двадцать дней без войны — Ёлкин
- 1976 — Кадкина всякий знает — Матвей
- 1976 — Праздник печёной картошки
- 1977 — Бирюк — мужик-порубщик
- 1977 — Талант — Малыгин, нэпман
- 1978 — Короли и капуста — бизнесмен
- 1978 — Д’Артаньян и три мушкетёра — Ла Шене
- 1978 — Огненные дороги — Николай Григорьевич, белёсый офицер полиции
- 1979 — Мир в трёх измерениях
- 1979 — Дикая охота короля Стаха — судебный врач
- 1979 — Ждите связного — полицай
- 1979 — Поезд чрезвычайного назначения — Денис
- 1980 — Кто заплатит за удачу? — Парамонов
- 1981 — Под свист пуль
- 1981 — Смотри в оба! — Митя
- 1981 — Чёрный треугольник — «Пушок»
- 1981 — Деревенская история — Пшенов
- 1982 — Влюблён по собственному желанию — бригадир Петрушин
- 1982 — Похождения графа Невзорова — пьяный офицер
- 1983 — Зелёный фургон — Федорков, красноармеец
- 1983 — Легенда о княгине Ольге — человек Дерево-туча
- 1983 — Военно-полевой роман — Терёхин
- 1983 — Требуются мужчины
- 1984 — Зачем человеку крылья — Фёдор, кляузник
- 1984 — В лесах под Ковелем — Уралец
- 1984 — Украденное счастье
- 1984 — На миг оглянуться
- 1984 — Володькина жизнь
- 1985 — Сезон чудес — гость
- 1985 — Проверка на дорогах — Большаков
- 1985 — Батальоны просят огня — начальник железнодорожной станции майор Перов
- 1985 — Володя большой, Володя маленький — лакей
- 1985 — Вот моя деревня… — Захар Паклин
- 1985 — Ради нескольких строчек — Яков Захарыч
- 1985 — Мужчины есть мужчины — майор Ручкин
- 1986 — Капитан «Пилигрима» — Рич
- 1986 — Первый парень
- 1987 — Лиловый шар
- 1987 — Даниил — князь Галицкий — Миколаевич
- 1987 — Дни и годы Николая Батыгина — Свистунов
- 1987 — Жил был Шишлов
- 1987 — Честь имею
- 1988 — Фантастическая история
- 1988 — Бич Божий — Бурандуков
- 1988 — Узник замка Иф — Батистен
- 1988 — Мисс миллионерша — Иванов
- 1988 — Криминальный талант — «Кармазин», воспитатель общежития
- 1988 — Происшествие в Утиноозёрске
- 1988 — Генеральная репетиция — шут
- 1988 — На привязи у взлётной полосы — Тюрин
- 1989 — Горы дымят — Палащук
- 1989 — Ошибки юности — директор
- 1989 — Этюды о Врубеле
- 1989 — Искусство жить в Одессе — Савка Буцис
- 1990 — Допинг для ангелов — арестант
- 1990 — Гамбринус
- 1991 — Голод-33
- 1991 — Хмель — Елисей
- 1992 — Мушкетёры двадцать лет спустя — Ла Шене
- 1993 — Тайна королевы Анны, или Мушкетёры тридцать лет спустя — Ла Шене
- 1993 — Трам-тарарам, или Бухты-барахты — дядя Вася «Камбала»
- 1993 — Елисейские поля — Константин
- 1993 — Секретный эшелон — редактор
- 1994 — Притча про светлицу
- 1994 — Жизнь и необычайные приключения солдата Ивана Чонкина — Волков, счетовод
- 1994 — Голодающий Поволжья
- 1995 — Партитура на могильном камне
- 1998 — Окраина — Филипп Ильич Сафронов
- 1999 — Казачья быль — Богай
- 2000 — Агент национальной безопасности 2 (серия «Снежный человек») — Ерофеич
- 2002 — Шукшинские рассказы (новелла «Гена Пройдисвет») — дядя Гриша
- 2004 — Секонд хенд
- 2004 — Богатство — Плакучий
- 2005 — Есенин — дед Есенина
- 2007 — Барин — крестьянин
- 2016 — Недолёт — ветеран (короткометражный фильм)[8]

## Признание и награды
- Почётный гражданин города Ряжска (1994)
- Приз за лучшую мужскую роль кинофестиваля «Стожары» в Киеве за фильм «Окраина» (1999).
- Заслуженный артист России (2007)[1]